# نیش
نیش عضوی دفاعی است که برخی خزندگان مانند مار، عقرب و برخی بی‌مهرگان مانند زنبور و عنکبوت دارند. علاوه بر این عقرب ها در میان این موجودات قوی ترین نیش را دارند .

کالبدشناسی حشره بالغ

## کارکرد نیش
خزندگان از نیش خود به عنوان وسیله ای دفاعی یا برای شکار استفاده میکنند لذا نیش برخی خزندگان حتی برای انسان نیز گاه کشنده است  مانند مار کبری ، افعی و برخی عقربها (مانند عقرب گاردیوم و عقرب جرار ) و ... . نیش برخی از حشرات نیز مانند عنکبوت بیوه سیاه (Black Widow) می‌تواند کشنده باشد. نیش برخی از حشرات مانند پشه آنوفل در انتقال بیماری‌ها مانند تب مالاریا ، تب زرد و سالک مؤثر است و حشره از این عضو جهت تغذیه بهره میگیرد.
زنبورهای وحشی و عقرب‌های دث‌استاکر در زهر نیش خود سروتونین دارند شاید همین عاملیت دردزائی سروتونین برای افزایش درد نیش‌شان در حیوانات بزرگ‌تر باشد.

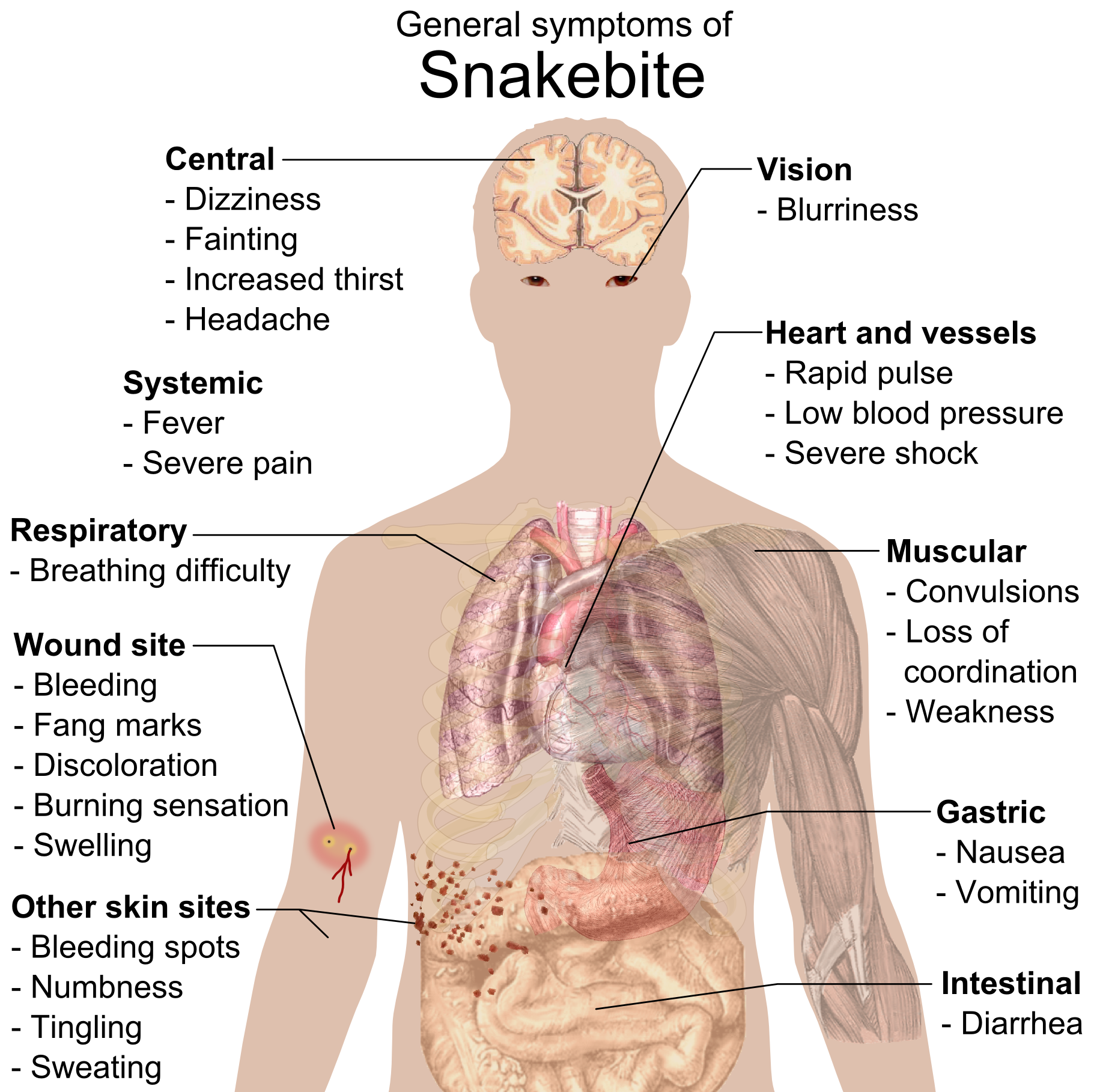
The most common symptoms of any kind of snake envenomation. However, there is vast variation in symptoms between bites from different types of snakes.

## کالبدشناسی
در واقع اصطلاح نیش از نظر کالبدشناسی دقیق نیست و در جاهای مختلفی قرار دارد. نیش عقرب و زنبور در نوک دم آن قرار دارد. دندان‌های نیش مارهای زهری، در فک بالای دهان آن‌ها قرار گرفته و با غده‌های سمّی که در سر مار قرار دارند در ارتباط هستند. مار زهری به کمک این نیش‌ها زهر را به بدن شکار خود تزریق می‌کند و این گونه می‌کوشد تا جانش را بگیرد یا حداقل او را ناتوان و بی‌هوش سازد. ولی نیش حشرات در واقع خرطوم آن‌ها است. خارشی که بعد از نیش خوردن از پشه‌ها احساس می‌شود به دلیل واکنش حساسیتی آلرژیک بدن در برابر بزاق پشه است .

## اثرات نیش
با توجه به تنوع نیش‌ها و مواد سمی آن واکنش انسان بسیار متفاوت است . چند مثال در ادامه ذکر شده‌است
نیش مورچه ها: نیش بیشتر مورچه‌ها تنها درد کمی در ناحیه گزش ایجاد می‌کند ولی برخی گونه‌ها مانند مورچه‌های آتشین (که گروهی شکار میکنند) با وجود کوچکی، بسیار سمی بوده و حتی کشنده‌اند.
پشه‌ها: آن‌ها با استفاده از خرطومی که دارند خون طعمه خود را می‌مکند، اما تغذیه از خون انسان یا جانوران، اولین غذاهای آن‌ها نیست بلکه غذای اصلی آن‌ها از شهد گیاهان است. پیامد گزش نیش پشه چند دقیقه پس از آن، تنها خارش، درد و تورم ایجاد شده در موضع است. البته نیش پشه‌ها به خاطر انتقال عوامل مختلف باکتریایی و ویروسی بیماری زا می‌تواند بسیار خطرناک باشد مانند مالاریا ، تب زرد ، تیفوس ، سالک و آنسفالیت ژاپنی. 
عنکبوت‌ها: تنها زمانی که احساس خطر کنند انسان را نیش می‌زنند. ولی فقط گونه‌های کمی از عنکبوت‌ها هستند که نیش‌های خطرناک دارند. 
زنبور: نیش زنبورهااصولا می‌تواند دردناک بوده و باعث تورم شود ولی به ندرت در صورت حساسیت به مواد نیش می‌تواند خطرناک و در صورت آنافیلاکسی باعث مرگ شود.